# Маріанка
Маріанка (словац. Marianka) — село, громада округу Малацки, Братиславський край, південно-західна Словаччина, регіон Загоріє. Кадастрова площа громади — 3,22 км².
Населення 2129 осіб (станом на 31 грудня 2017 року).

## Історія
Маріанка згадується в 1367 році.

## Населення
| Рік:            | 1994. | 2004.    | 2014.    | 2024.    |
| --------------- | ----- | -------- | -------- | -------- |
| Кількість осіб: | 927   | 1037     | 1714     | 2341     |
| Різниця:        |       | +11,86 % | +65,28 % | +36,58 % |

| Рік:            | 2023. | 2024.   |
| --------------- | ----- | ------- |
| Кількість осіб: | 2332  | 2341    |
| Різниця:        |       | +0,38 % |